# Francisco Miró Quesada Cantuarias
Francisco Miró Quesada Cantuarias (Lima, Peru, 21 de dezembro de 1918 - Lima, 11 de junho de 2019) foi um filósofo, matemático e jornalista peruano.

## Biografia
Filho do jornalista Óscar Miró Quesada de la Guerra e de María Josefina Cantuarias Dañino, estudou na Universidad Nacional Mayor de San Marcos, onde fez doutorado em filosofia.
Foi integrado à Reitoria da América em 1941, ocupando uma cadeira de filósofo contemporâneo e, em 1946, assumiu o curso de lógica.
Foi o primeiro cidadão do continente americano a ocupar o cargo de Presidente da Federação Internacional das Sociedades de Filosofia, eleito em Moscou em 1990.
Em 1952, pesquisou, para a Unesco, como funcionam os sistemas educativos da França, Itália e Inglaterra, assim como a formação de professores do ensino secundário nos referidos países.
Em 1953, tornou-se diretor do Suplemento Dominical do diário El Comercio.
Em 1955, a convite da Universidade de Bonn, na Alemanha, ministrou um curso de inverno em Educação Pública.
Durante o governo do presidente Fernando Belaúnde Terry, em julho de 1963, foi designado Ministro de Educação do Peru,  realizando várias inovações, como a criação de uma seção para atender os pais e professores.
No Governo de Francisco Morales Bermúdez, foi o ideólogo do Ação Popular convocado pela referida gestão e trabalhou como professor na Universidade Peruana Cayetano Heredia e na Universidade de Lima. Dirigiu as cátedras de filosofia do direito na Faculdade de Direito da Universidade de Lima.
Contribuiu para a fundação da Sociedade Peruana de Filosofia, sendo seu presidente, e foi membro da Academia Peruana da Língua, em 1971.
Foi diretor do diário El Comércio de Lima, responsável pela edição do Suplemento Dominical, de 1953 até setembro de 2008.
Francisco Miró Quesada Cantuarias recebeu a Medalha de Honra do Congresso da República, no grau de Grande Oficial, por sua obra filosófica, atividade jornalística, pensamento político e divulgação científica em 9 de dezembro de 2008.

Miró Quesada exerceu função diplomática, representado o Peru como embaixador.
Sua primeira obra publicada foi Sentido del movimiento fenomenológico, em 1941.
Seu grande interesse era a introdução, no Peru, da lógica e das correntes epistemológicas contemporâneas. Miró Quesada cunhou o termo lógica paraconsistente em 1976, após correspondências com Newton da Costa, um dos formuladores dessa lógica. Entre outros nomes propostos por Miró, constava lógica metaconsistente. Da Costa escolheu o nome paraconsistente pois esse não sugere que esse novo sistema de lógica suplantava ou ultrapassava a lógica clássica.
Miró declarou que os encontros marcantes em sua vida foram com Madre Teresa de Calcutá, Albert Einstein e Kurt Godel.
Divulgou seu pensamento especialmente no campo da Lógica Matemática, em temas como as relações entre matemática e filosofia e entre ciência e filosofia, como diretor do Suplemento Dominical do diário El Comercio.
Escreveu crônicas de viagem, sob o título A outra metade do mundo, apresentando suas impressões da viagem que fez à Rússia Soviética, à China Comunista e a outros países que faziam parte da Cortina de Ferro.
Francisco Miró Quesada Cantuarias casou-se com Doris Rada Jordán, e é pai de Francisco Miró Quesada Radá, politólogo, jurista, escritor e jornalista.

## Pensamento
Suas obras versam sobre diversos temas, como lógica, matemática, filosofia da cultura e filosofia do direito.
Miró Quesada afirmava a existência de uma filosofia ou modo de filosofar da América Latina. Suas principais influências foram os filósofos José Ortega y Gasset e Leopoldo Zea. Miró Quesada considerava que a história do projeto de filosofar latino-americano podia ser dividida em três gerações. A primeira geração nasceu no fim do século XIX, combatendo o positivismo e buscando na filosofia europeia seu instrumental para a crítica. Era a geração dos "fundadores" ou "patriarcas". Enquanto a primeira geração era autodidata e não tinha acesso direto às fontes, a segunda, a geração dos "forjadores", adotou o projeto de recuperação, aprendendo línguas antigas e modernas para poder interpretar os textos.
Na década de 1930, nasceu a terceira geração, que se dividiu em duas vertentes, sendo uma universal e outra regional. Segundo Miró Quesada, de um lado estavam os que queriam filosofar no estilo europeu e apresentar soluções para problemas universais da filosofia, o caso da "normalização" de Francisco Romero, e do outro, os que indagavam se seria possível uma especificidade da filosofia na América Latina, uma filosofia latino americana, o Grupo Hiperión.
Pensar o destino do homem, através de um novo conceito de razão e análise prática, é a tarefa filosófica mais importante,
Miró Quesada definiu-se como um ateu nostálgico e depois adotou um tipo de panteísmo.
Em O conceito de razão, de 1975, faz uma reflexão sobre a multiplicidade de lógicas – intuicionista, multiúso, provável, modal – mostrando que há princípios racionais comuns para estes sistemas. Tais princípios revelam uma estrutura racional profunda. A razão se expande, mantendo uma unidade na diversidade da razão, como um sistema de princípios universais e necessários.
Em Notas para uma teoria da razão, de 1963, Miró Quesada argumenta que o sistema tradicional de provas da razão havia parcialmente expirado. Isso, contudo, não o faz rejeitar a razão, mas exige um processo de purificação da evidência racional, através do rigor de formalização, o problema da relação entre o conhecimento e a linguagem.

## Obras
- Sentido del movimiento fenomenológico, 1940
- El problema de la libertad y la ciencia com Oscar Miró Quesada, 1943
- Lógica, 1946
- Iniciación lógica, 1958
- La otra mitad del mundo 2 vols., 1959
- Apuntes para una teoría de la razón, 1963
- Humanismo y revolución, 1969
- Despertar y proyecto del filosofar latinoamericano, 1974
- Filosofía de las matemáticas, 1976
- Proyecto y realización del filosofar latinoamericano, 1981
- Ensayos de filosofía del derecho, 1986
- Las Supercuerdas year, 1993
- Razón e historia en Ortega y Gasset, 1993
- Para iniciarse en la filosofía, 1998
- Esquema de una teoría de la razón, 2013